# Bobovišća
Bobovišća és un poble a l'illa de Brač, pertanyent al municipi de Milna (Split-Dalmàcia, Croàcia). Es troba en una cala que té dues branques i on hi ha dos ports, Bobovišća na moru i Vičja luka.